# Liste der Baudenkmale in Cumlosen
In der Liste der Baudenkmale in Cumlosen sind alle Baudenkmale der brandenburgischen Gemeinde Cumlosen und ihrer Ortsteile aufgelistet. Grundlage ist die Veröffentlichung der Landesdenkmalliste mit dem Stand vom 31. Dezember 2020.

## Baudenkmale in den Ortsteilen
In den Spalten befinden sich folgende Informationen:
- ID-Nr.: Die Nummer wird vom Brandenburgischen Landesamt für Denkmalpflege vergeben. Ein Link hinter der Nummer führt zum Eintrag über das Denkmal in der Denkmaldatenbank. In dieser Spalte kann sich zusätzlich das Wort Wikidata befinden, der entsprechende Link führt zu Angaben zu diesem Denkmal bei Wikidata.
- Lage: die Adresse des Denkmales und die geographischen Koordinaten. Link zu einem Kartenansichtstool, um Koordinaten zu setzen. In der Kartenansicht sind Denkmale ohne Koordinaten mit einem roten beziehungsweise orangen Marker dargestellt und können in der Karte gesetzt werden. Denkmale ohne Bild sind mit einem blauen bzw. roten Marker gekennzeichnet, Denkmale mit Bild mit einem grünen beziehungsweise orangen Marker.
- Bezeichnung: Bezeichnung in den offiziellen Listen des Brandenburgischen Landesamtes für Denkmalpflege. Ein Link hinter der Bezeichnung führt zum Wikipedia-Artikel über das Denkmal.
- Beschreibung: die Beschreibung des Denkmales
- Bild: ein Bild des Denkmales und gegebenenfalls einen Link zu weiteren Fotos des Baudenkmals im Medienarchiv Wikimedia Commons

### Cumlosen
| ID-Nr.            | Lage                   | Bezeichnung                                         | Beschreibung | Bild                                                |
| ----------------- | ---------------------- | --------------------------------------------------- | --- | --------------------------------------------------- |
| 09160856          | Brink 10 (Lage)        | Wohnhaus mit Wirtschaftsteil und Wirtschaftsgebäude | Im Jahre 1813 auf einer Warft erbautes Querdielenfachwerkhaus mit Wohn und Wirtschaftsteil unter einem Dach. Umfassende Rekonstruktion unter denkmaltechnischen Aspekten von 2004 bis 2006. Seitdem wird das Einzeldenkmal als Familienwohnsitz genutzt. | Wohnhaus mit Wirtschaftsteil und Wirtschaftsgebäude |
| 09160061 Wikidata | Dorfplatz (Lage)       | Dorfkirche                                          | Die evangelische Kirche wurde von 1856 bis 1858 erbaut. Im Inneren zwei Grabsteine aus den Jahren 1637 und 1773. | weitere Bilder                                      |
| 09162011          | Lenzener Straße (Lage) | Grenzwachturm mit Anbau                             | | Grenzwachturm mit Anbau                             |

### Müggendorf
| ID-Nr.   | Lage                 | Bezeichnung                                                 | Beschreibung | Bild                                                        |
| -------- | -------------------- | ----------------------------------------------------------- | --- | ----------------------------------------------------------- |
| 09161323 | Am Elbdeich (Lage)   | Elbdamm-Pflasterstraße                                      | | Elbdamm-Pflasterstraße                                      |
| 09160840 | Am Elbdeich 7 (Lage) | Gehöft, bestehend aus Wohnhaus und zwei Wirtschaftsgebäuden | Das Wohnhaus des Gehöftes wurde um 1850 erbaut, es ist ein eingeschossiges Fachwerkhaus mit einem Krüppelwalmdach. Ein zweigeschossiger Stall aus dem Jahr 1850 wurde 2008 abgerissen. Der zweite Stall wurde um 1900 erbaut. Zu dem Gehöft gehört noch eine eingeschossige Scheune, erbaut um das Jahr 1900. | Gehöft, bestehend aus Wohnhaus und zwei Wirtschaftsgebäuden |

### Wentdorf
| ID-Nr.            | Lage              | Bezeichnung | Beschreibung | Bild       |
| ----------------- | ----------------- | ----------- | --- | ---------- |
| 09160062 Wikidata | Kirchplatz (Lage) | Dorfkirche  | Die evangelische Kirche wurde nach einer Inschrift über einem Türbalken im Jahre 1663 erbaut. Der Turm wurde 1960 errichtet. | Dorfkirche |